# Крэнфилд, Лайонел, 1-й граф Миддлсекс
Лайоне́л Крэ́нфилд, 1-й граф Миддлсекс (англ. Lionel Cranfield, 1st Earl of Middlesex; 1575 — 6 августа 1645) — английский дворянин и политик, лорд-казначей (1621—1624). Носил титулы барона Крэнфилд (1621–1645) и графа Миддлсекс (1622―1645).

## Биография
Лайонел Крэнфилд происходил из семьи торговцев, он был вторым сыном Томаса Крэнфилда и его жены Марты Рэндилл, дочери Винсента Рэндилла. В молодые годы занимался торговлей, в том числе продажей перца и производством крахмала. В 1604 году благодаря дружбе с графом Нортгемптоном поступил на службу к королю Якову I.
В правление Якова I Крэнфилд занимал несколько должностей, среди которых были должности генерального инспектора таможни (1613—1621), хранителя Большого гардероба (1618—1619) и лорда-казначея (1621—1624). 9 июля 1621 года он был возведён в пэрское достоинство, получив титул барона Крэнфилд, а в сентябре 1622 года ему был пожалован титул графа Миддлсекс.
В качестве лорда-казначея он увеличивал доходы королевства, но его меры по сокращению расходов и недовольство планируемой войны с Испанией настроили против него принца Уэльского и герцога Бекингема. Крэнфилд был обвинён в коррупции и лишён всех своих должностей и был приговорён к уплате крупного штрафа. Он был приговорён к тюремному заключению, но через несколько дней был выпущен и был восстановлен в Палате лордов.
Скончался 6 августа 1645 года, его титулы и земли унаследовал старший сын Джеймс.

## Семья
Первой женой Лайонела Крэнфилда была Элизабет Шеппард (ум. 1617), дочь Ричарда Шеппарда; в браке с Элизабет было 3 дочери. После смерти первой жены женился на Анне Бретт (ум. 1670), которая была кузиной матери герцога Бекингема. У супругов было 5 детей (2 сына и 3 дочери):
- Джеймс Крэнфилд[англ.] (1621 — 16 сентября 1651), наследовал отцу;
- Лайонел Крэнфилд[англ.] (1625 ― 26 октября 1674), 3-й граф Миддлсекс (1651—1674).